# Xylosma tessmannii
Xylosma tessmannii är en videväxtart som beskrevs av Herman Otto Sleumer. Xylosma tessmannii ingår i släktet Xylosma och familjen videväxter. Inga underarter finns listade i Catalogue of Life.